# Освальд, Мориц фон
Мо́риц фон О́свальд (нем. Moritz von Oswald), более известный как Maurizio, является одним из наиболее влиятельных людей, самым сильнейшим образом повлиявших на формирование электронной музыки в начале 1990-х годов.

## Биография
Мориц фон Освальд родился в 1962 году в Гамбурге, Германия. Он является потомком рода Бисмарков и праправнуком Отто фон Бисмарка. Родился в семье графини Мари-Анна фон Бисмарк-Шенхаузен и гамбургского купца Эгберта фон Освальд. Музыке, а в частности ударному искусству, обучался в Гамбургской высшей школе музыки и театра. У него трое братьев и сестер, в том числе музыкальный продюсер и музыкант Александр фон Освальд.

## Карьера
В 1980-х годах он был барабанщиком в немецкой группе Palais Schaumburg, но постепенно проникся новой музыкой, которая появилась на стыке 1980-х и 1990-х годов. Изначально работая с бывшим коллегой по Palais Schaumburg — Томасом Фельманом в проекте 3MB, он получил наибольшую известность серией пластинок объединенных буквой М (именно от этого проекта он получил имя Maurizio) записанных в дуэте с Марком Эрнстом. Но наиболее сильное влияние на техно-музыку оказала его совместная работа с Марком Эрнстом в проекте Basic Channel. Фон Освальд своей деятельностью быстро добился уважения в детройтских техно-кругах. Первый EP Maurizio оформлял Абдул Хакк, штатный художник детройтского техно-объединения Underground Resistance, EP включал в себя ремикс от Underground Resistance, а мастеринг первых пластинок Maurizio и Basic Channel производился на National Sound Corporation. Мориц фон Освальд самым сильным образом помог становлению и развитию легендарного берлинского техно-клуба Tresor, плюс Мориц курировал лейбл Chain Reaction и студию «Love Park» (где пишутся как Марк с Морицем так и их коллеги).
Творческая активность Морица самым сильным образом повлияла на творчество Ричи Хотина, Томаса Бринкманна, Роберта Хенке из проекта Monolake, Вольфганга Фойгта и на целую плеяду артистов менее известных. В 2008 году вместе с Карлом Крейгом на лейбле Deutsche Grammophon он выпустил переосмысление «Болеро» Мориса Равеля и «Картинки с выставки» Модеста Мусоргского, отталкиваясь от записей Герберта фон Караяна. Вместе с Максом Лодербауэром и Владиславом Дилеем в 2009 году основал Moritz von Oswald Trio, в рамках которого на лейбле Honest Jon’s Records было выпущено несколько альбомов. Для записи альбома «Sounding Lines» к трио присоединился ударник Тони Аллен. При работе над пятым альбомом проекта, «Dissent», фон Освальд сотрудничал с музыкантом Лорель Хало и джазовым барабанщиком Хейнрихом Кёбберлингом. 
В 2013 году фон Освальд возобновил свое сотрудничество с Хуаном Аткинсом в рамках проекта Borderland, инициатором которого выступил идеолог и создатель лейбла и клуба Tresor Димитри Хегеманн. 
В браке с Анной Шрайбер у него родились две дочери и сын.

## Дискография

### Студийные альбомы
- 3MB Featuring Magic Juan Atkins (1992) (с Томасом Фельманом и Хуаном Аткинсом, как 3MB Featuring Magic Juan Atkins)
- 3MB Featuring Eddie Flashin Fowlkes (1992) (с Томасом Фельманом и Эдди Фоулкесом, как 3MB Featuring Eddie Flashin Fowlkes)
- Technosoul (1993) (с Томасом Фельманом и Эдди Фксом, как 3MB Featuring Eddie Flashin Fowlkes)
- Recomposed (2008) (совместно с Карлом Крейгом)
- Vertical Ascent (2009) (с Максом Лодербауэром и Владиславом Дилеем, как Moritz Von Oswald Trio)
- Horizontal Structures (2011) (с Максом Лодербауэром и Владиславом Дилеем, как Moritz Von Oswald Trio)
- Fetch (2012) (с Максом Лодербауэром и Владиславом Дилеем, как Moritz Von Oswald Trio)
- Borderland (2013) (с Хуаном Аткинсом, как Borderlands)
- 1/1 (2013) (с Нильсом Петтером Молвером)
- Sounding Lines (2015) (с Максом Лодербауэром и Тони Алленом, как Moritz Von Oswald Trio)
- Transport (2016) (с Хуаном Аткинсом, как Borderlands)
- Moritz Von Oswald & Ordo Sakhna (2017) (с Ордо Сахна)
- Dissent (Chapter 1-10) (2021) (с Хайнрихом Кюбберлингом и Лорель Хало, как Moritz Von Oswald Trio)

### Живые альбомы
- Live in New York (2010) (с Максом Лодербауэром и Владиславом Дилеем, как Moritz Von Oswald Trio)